# Крашка овчарка
Крашка овчарка (на словенски: Kraški ovčar) е словенска порода куче от типа пазач на добитък.

## История
Произхода на тази порода куче се предполага че датира още с миграцията на илирийските племена към Истрия и Далмация. Стандарта на породата и да е официално призната на 2 юни 1939 година под името „Пастир на Илирия“, окончателно името е определено през 1948 година.

## Вид
Крашката овчарка е от среден размер с добре развита мускулатура, опашката и ушите са висящи. Черепът е малко по-издължен (от 13 до 14 см) от муцуната (от 11 до 12 см), ширина на черепа (от 13 до 14 см) е равна на дължината му.